# Dan Ticktum
Daniel Charles Anthony Ticktum (London, 1999. június 8. –) brit autóversenyző, az FIA Formula–2 bajnokságban a Carlin versenyzője. Pályafutása során a Williams F1 akadémiájéának, előtte pedig két évig a Red Bull Junior Teamnek is a tagja volt. Kétszeres makaói nagydíj győztes, továbbá 2018-as Formula–3 Európa-bajnokságon második lett összetettben és a McLaren Autosport BRDC-díjat is kiérdemelte, amelyet az Egyesült Királyságban minden évben a legtehetségesebbnek vélt brit autóversenyző vehet át.

## Pályafutása

### Gokart
Ticktum nyolc éves korában kezdett gokartozni, a Honda Cadetsben versenyzett a Project One Racing csapat színeiben. 2011-ben megnyerte a brit kadétbajnokságot, a British Open Championship elnevezésű sorozatot és a British Grand Prix-t.  
Egy évvel később Ticktum már nemzetközi sorozatban indult, a WSK Euro Series és a WSK Masters Series sorozatokban a legjobb újoncként szerepelt. 2013-ban a Ricky Flynn Motorsporthoz szerződött és a CIK FIA Európa-bajnokságban a második helyen végzett és elnyerte a KFJ Andrea Margutti-trófeát, amit korábban olyan későbbi Formula–1-es versenyzők nyertek meg mint például Giancarlo Fisichella, Robert Kubica és Danyiil Kvjat.
A következő évben Ticktum lett a WSK Masters bajnoka, azonban a Formula–4-ben szereplő Lanan Racing színeiben futott első tesztje alkalmával emlékezetes balesetet szenvedett a Brands Indy versenypályán.

### Formula–4
2015-ben a brit Formula–4-bajnokságban kezdte meg formulaautós karrierjét a Fortec Motorsport színeiben. A bajnokságot jó ideig vezette, azonban Silverstone-ban a biztonsági autós szakasz alatt tíz autót is megelőzött, majd szándékosan ütközött egyik versenytársába, aminek következtében egy évre eltiltották mindennemű autóversenyzéstől.

### Formula Renault
Az Arden International színeiben a Formula Renault bajnokságban versenyzett 2017-ben. A szezon végén a 7. helyen végzett a pontversenyben, egyetlen győzelmét a Hungaroringen szerezte.

### GP3
2017 szeptemberében Monzában debütált a sorozatban egy DAMS-szal. A szezon utolsó versenyén, az abu-dzabi nagydíjon dobogóra állhatott.

### Makaói nagydíj
2017 novemberében megnyerte a sorozat keretében megrendezett makaói nagydíjat, majd 2018-ban is az élen végzett. A 2019-es versenyen a Carlin Buzz Racing nevezte a csapatában, de a hétvége rosszul alakult számára. A kvalifikációs versenyen kiütötte Arjun Mainit és a bokszba kényszerült szerelésre, ezért a főversenyen csak a 26. helyről várhatta a piros lámpák kialvását. Végül egészen a 13. helyig kapaszkodott fel.

### Formula–3
Formula–3 Európa-bajnokság

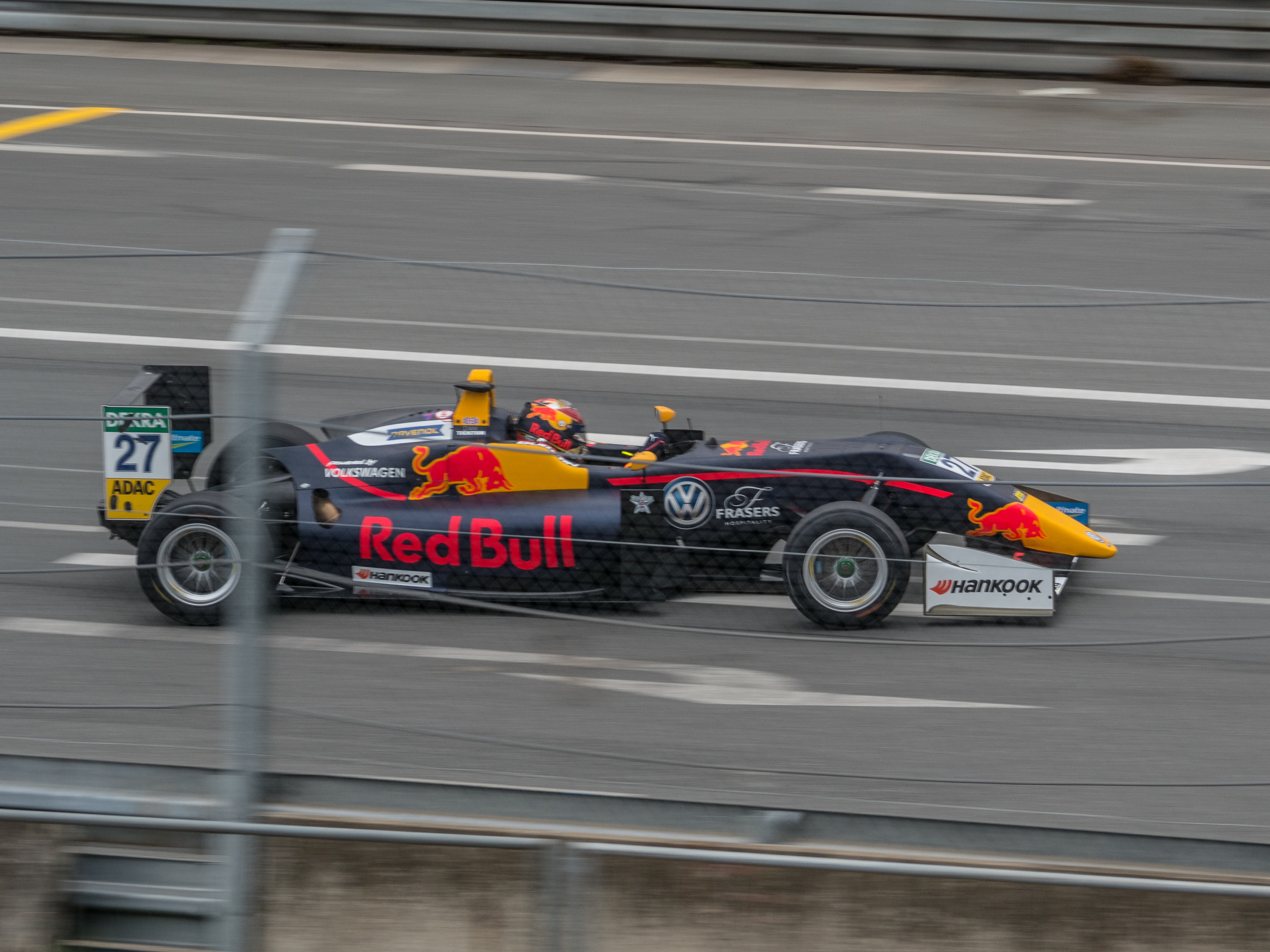
Ticktum 2018-ban a Norisringen

2016-ban a Carlin Motorsport színeiben három versenyhétvégén vett részt a sorozatban. 2017 decemberében megerősítést nyert, hogy a 2018-as szezonban is ebben a bajnokságban állt rajthoz, a Motopark Academy csapat színeiben.
Mick Schumacherrel harcolt a bajnoki címért, amelyet végül a német versenyző nyert meg, miután a szezon utolsó hétvégéjén behozhatatlan előnyre tett szert Ticktummal szemben. A szezon során négy győzelmet szerzett, azonban az idény második felében német riválisa dominált, összesen nyolc futamon intették le elsőként. Ticktum ezzel kapcsolatban később több negatív visszhangot kiváltó nyilatkozatot tett, arra utalva, hogy Schumacher csapata esetlegesen illegális módszerekkel jutott döntő fölénybe.
Formula–3 Ázsia-bajnokság
2019. január 19-én hivatalossá vált, hogy részt vesz a Formula–3 téli Ázsia-bajnokság fordulóin a Dragon Hitech GP indulójaként. A bajnokság Thaiföldön vette kezdetét és remekül indított, mert rögtön egy pole-pozíciót ünnepelhetett. A versenyen, azonban ütközött és kiesett. A második futamon behozta autóját a 6. helyen. A második időmérőn ismét első rajtkockát szerzett, a futamon pedig felállhatott a dobogó középső fokára. A második hétvégén, amit Sepangban rendeztek, Ticktum az első versenyen nem indult, a másodikon és a harmadikon viszont pontokat szerzett. Később kiderült, hogy az Nemzetközi Automobil Szövetség mégsem oszt az úgynevezett "szuperlicensz" pontokat, ami a Formula–1-hez való bekerüléshez szükséges, mert a széria nem felelt meg a szabályoknak. Ezért a szezon utolsó három versenyére már el sem utazott.

### Formula–2
A 2018-as FIA Formula–2-es bajnokság záróhétvégéjén ő vezette a BWT Arden egyik autóját, Maximilian Günther helyén.
2019. december 4-én a bajnok DAMS csapata bejelentette, hogy szerződtették Ticktumot a Premától érkező Sean Gelael mellé a 2020-as idényre. A szezonnyitó osztrák forduló sprintfutamán a harmadik, majd egy héttel később ugyanezen a helyszínen, ugyancsak a sprintfutamon a második helyen ért célba. Augusztus 1-jén, az első brit hétvége főversenyén a nyolcadik helyen végzett, ami a másnapi sprintfutamra egy első rajtkockát jelentett neki, amely felvonást végül meg is nyerte, ezzel első győzelmét ünnepelhette a sorozatban. A belga nagydíj sprintfutamát a második rajtkockából kezdte, majd Roy Nissanyval harcolt az első helyért, amikor az egyik előzési kísérleténél az izraeli ráhúzta az autója kormányát. Az ütközés következtében Nissany kiesett és bár Ticktum folytatni tudta a versenyt, sérült autójával a futam végére a pontszerzők közül is kiszorult. Szeptember 6-án a monzai hétvégén a vasárnapi futamon a második helyről rajtolt, majd rögtön előzött és 21 körön keresztül vezette a mezőnyt és megszerezte második győzelmét az évadban, majd nem sokkal később a Nemzetközi Automobil Szövetség (FIA) bejelentette, hogy az egész futamból kizárták a egy technikai szabály megszegése miatt. Az évadzáró bahreini sprintversenyen ismét az élről rajtolhatott, köszönhetően ezúttal is a főversenyen elért nyolcadik helyezésének. Az utolsó versenyen a harmadik helyen intették le.
2021. január 27-én a Carlin hivatalosan bejelentette, hogy Ticktum csatlakozik a csapathoz Jehan Daruvala mellé a 2021-es idényre. Az évadnyitó bahreini sprintfutam első köreiben kiütötte Richard Verschoort és egy 10 másodperces időbüntetést kapott. A második sprintversenyen közvetlenül a rajt után Robert Svarcman forgatta meg és kiesett. A főversenyen két körrel a vége előtt összeért Oscar Piastrival, majd megelőzte Verschoort és a 2. helyen intették le. A májusban rendezett monacói versenyhétvégén megnyerte a második sprintfutamot, igaz ehhez a sportfelügyelők szerint az őt szabálytalanul megelőző Liam Lawson utólagos kizárása is kellett. A főversenyen is a dobogós helyekért csatázott, azonban a Rascasban ütközött Piastrival, aminek következtében fel kellett adnia a versenyt. A futam után elismerte hibáját és bocsánatot kért csapatától. A hazai pályán, Silverstone-ban rendezett versenyhétvégén a második sprintversenyen és a főfutamon is dobogóra állhatott. A monzai fordulóban az első versenyen Felipe Drugovichcsal ütközött és kiesett, a második sprintversenyen pedig hiába mutatott be több látványos előzést is, nem tudott pontszerző helyen végezni. A főfutamon egy alternatív gumistratégiának köszönhetően, ismét több látványos előzést bemutatva a 3. helyen végzett. A szeptember végén Szocsiban rendezett versenyhétvégén pole-pozícióból indulva megnyerte a sprintfutamot, szezonbeli második győzelmét szerezve. A verseny utáni interjúban úgy fogalmazott, hogy bár mint minden versenyző, örül a győzelemnek, de sokat nem jelent nem számára, mert célját, hogy bekerüljön a Formula–1-be, nem tudta elérni, és az elkövetkező évi folytatás is bizonytalanná vált számára.

### Super Formula
A 2018-as szezonban lehetőséget kapott két különböző versenyhétvégén a japánban futó Super Formula sorozatban.
2019-től már egy teljes évre szóló szerződéssel rendelkezett a szériában, ugyancsak a Team Mugen csapatánál. A bajnokság harmadik hétvégéje után a szezonnyitó versenyen gyűjtött egy ponttal állt a bajnoki tabellán, ezért a helyét a szezon további két versenyére egy másik Red Bull Junior, Patricio O’Ward vette át, majd őt Jüri Vips váltotta az utolsó hétvégére.

### Formula–1
2017 januárjában a Red Bull Junior programjának tagja lett. A 2019-es Super Formula szezonban mutatott gyenge teljesítményére hivatkozva 2019. június 29-én bejelentették, hogy azonnali hatállyal menesztik junior programjukból. 2019. december 17-én a Williams F1 istálló bejelentette, hogy Ticktum csatlakozik a gárda versenyzői akadémiájához.
2021 augusztusában a Williams azonnali hatállyal megszüntette az együttműködést Ticktummal, miután a brit összekülönbözött a csapat egyik versenyzőjével, Nicholas Latifivel, illetve bírálta a kanadait, aki szerinte csak a pénze, és a háttere miatt jutott be a Formula–1-be.

### Formula–E
2021. november 25-én a kínai NIO 333 csapata bejelentette Ticktum szerződtetését a 2021–2022-es Formula–E világbajnoki szezonra, ahol honfitársa, Tom Blomqvist helyét vette át.

## Eredményei

### Karrier összefoglaló
| Szezon  | Bajnokság                           | Csapat                | Verseny | Győzelem | Pole-pozíció | Leggyorsabb kör | Dobogós helyezés | Pont  | Helyezés |
| ------- | ----------------------------------- | --------------------- | ------- | -------- | ------------ | --------------- | ---------------- | ----- | -------- |
| 2015    | Brit Formula–4-bajnokság            | Fortec Motorsports    | 27      | 3        | 3            | 5               | 10               | 242   | 6.       |
| 2015    | Formula Renault 2.0 Európa-kupa     | Koiranen GP           | 2       | 0        | 0            | 0               | 0                | 0     | HN‡      |
| 2015    | Formula Renault 2.0 NEC             | Koiranen GP           | 4       | 0        | 0            | 0               | 0                | 41    | 23.      |
| 2016    | Formula–3 Európa-bajnokság          | Carlin                | 3       | 0        | 0            | 0               | 0                | 0     | HN‡      |
| 2016    | BRDC Brit Formula–3-as bajnokság    | Double R Racing       | 3       | 1        | 0            | 1               | 2                | 59    | 4.       |
| 2016    | Makaói nagydíj                      | Double R Racing       | 1       | 0        | 0            | 0               | 0                | —     | Kiesett  |
| 2016–17 | MRF Challenge Formula–2000          | MRF Racing            | 4       | 0        | 0            | 0               | 1                | 41    | 11.      |
| 2017    | Formula Renault Európa-kupa         | Arden International   | 23      | 1        | 1            | 2               | 3                | 134   | 7.       |
| 2017    | Formula Renault 2.0                 | Arden International   | 5       | 0        | 0            | 0               | 1                | 0     | HN‡      |
| 2017    | GP3                                 | DAMS                  | 5       | 0        | 0            | 1               | 1                | 34    | 11.      |
| 2017    | Makaói nagydíj                      | Motopark              | 1       | 1        | 0            | 0               | 1                | —     | 1.       |
| 2018    | Formula–2                           | BWT Arden             | 2       | 0        | 0            | 0               | 0                | 0     | 23.      |
| 2018    | Super Formula                       | Team Mugen            | 2       | 0        | 0            | 0               | 0                | 0     | 18.      |
| 2018    | Formula–3 Európa-bajnokság          | Motopark              | 30      | 4        | 5            | 1               | 8                | 308   | 2.       |
| 2018    | Makaói nagydíj                      | Motopark              | 1       | 1        | 1            | 1               | 1                | —     | 1.       |
| 2019    | Super Formula                       | Team Mugen            | 3       | 0        | 0            | 0               | 0                | 1     | 20.      |
| 2019    | Formula Regionális Európa-bajnokság | Van Amersfoort Racing | 6       | 0        | 0            | 0               | 2                | 64    | 9.       |
| 2019    | Makaói nagydíj                      | Carlin Buzz Racing    | 1       | 0        | 0            | 0               | 0                | —     | 13.      |
| 2019    | Formula–3 Ázsia-bajnokság           | Dragon Hitech GP      | 5       | 0        | 2            | 0               | 1                | 38    | 9.       |
| 2020    | Formula–2                           | DAMS                  | 24      | 1        | 0            | 2               | 4                | 98,5  | 11.      |
| 2021    | Formula–2                           | Carlin                | 23      | 2        | 0            | 1               | 7                | 159,5 | 4.       |
| 2021–22 | Formula–E                           | NIO 333 FE Team       | 0       | 0        | 0            | 0               | 0                | -     | -        |

* A szezon jelenleg is zajlik
‡ Mivel Ticktum vendégversenyző volt, ezért nem jogosult pontokra.

### Teljes Formula–3 Európa-bajnokság eredménysorozata
(Táblázat értelmezése)

(Félkövér: pole-pozícióból indult; dőlt: leggyorsabb kört futott) 

| Év   | Csapat   | 1       | 2        | 3        | 4     | 5        | 6       | 7       | 8        | 9       | 10      | 11      | 12       | 13       | 14      | 15      | 16    | 17      | 18      | 19      | 20      | 21      | 22      | 23      | 24      | 25      | 26        | 27      | 28       | 29       | 30       | Helyezés | Pont |
| ---- | -------- | ------- | -------- | -------- | ----- | -------- | ------- | ------- | -------- | ------- | ------- | ------- | -------- | -------- | ------- | ------- | ----- | ------- | ------- | ------- | ------- | ------- | ------- | ------- | ------- | ------- | --------- | ------- | -------- | -------- | -------- | -------- | ---- |
| 2016 | Carlin   | LEC 1   | LEC 2    | LEC 3    | HUN 1 | HUN 2    | HUN 3   | PAU 1   | PAU 2    | PAU 3   | RBR 1   | RBR 2   | RBR 3    | NOR 1    | NOR 2   | NOR 3   | ZAN 1 | ZAN 2   | ZAN 3   | SPA 1   | SPA 2   | SPA 3   | NÜR 1   | NÜR 2   | NÜR 3   | IMO 1   | IMO 2     | IMO 3   | HOC 1 13 | HOC 2 20 | HOC 3 14 | HN       | 0    |
| 2018 | Motopark | PAU 1 3 | PAU 2 Ki | PAU 3 5‡ | HUN 1 | HUN 2 Ki | HUN 3 2 | NOR 1 4 | NOR 2 Ki | NOR 3 1 | ZAN 1 5 | ZAN 2 6 | ZAN 3 Ki | SPA 1 13 | SPA 2 1 | SPA 3 5 | SIL 1 | SIL 2 8 | SIL 3 6 | MIS 1 6 | MIS 2 4 | MIS 3 4 | NÜR 1 3 | NÜR 2 3 | NÜR 3 4 | RBR 1 8 | RBR 2 17† | RBR 3 4 | HOC 1 5  | HOC 2 7  | HOC 3 5  | 2.       | 306  |

† A versenyt nem fejezte be, de helyezését értékelték, mert a versenytáv több, mint 90%-át teljesítette.
‡ A versenyt félbeszakították, és mivel nem teljesítették a táv 75%-át, így csak a pontok felét kapta meg.

### Teljes GP3-as eredménysorozata
(Táblázat értelmezése)

(Félkövér: pole-pozícióból indult; dőlt: leggyorsabb kört futott) 

| Év   | Csapat | 1       | 2       | 3       | 4       | 5       | 6       | 7       | 8       | 9       | 10      | 11         | 12        | 13        | 14         | 15        | 16        | Helyezés | Pont |
| ---- | ------ | ------- | ------- | ------- | ------- | ------- | ------- | ------- | ------- | ------- | ------- | ---------- | --------- | --------- | ---------- | --------- | --------- | -------- | ---- |
| 2017 | DAMS   | ESP FEA | ESP SPR | AUT FEA | AUT SPR | GBR FEA | GBR SPR | HUN FEA | HUN SPR | BEL FEA | BEL SPR | ITA FEA 13 | ITA SPR T | JER FEA 4 | JER SPR Ki | UAE FEA 4 | UAE SPR 3 | 11.      | 34   |

### Teljes FIA Formula–2-es eredménysorozata
(Táblázat értelmezése)

(Félkövér: pole-pozícióból indult; dőlt: leggyorsabb kört futott) 

| Év   | Csapat    | 1          | 2          | 3          | 4          | 5         | 6          | 7          | 8          | 9           | 10         | 11        | 12         | 13         | 14         | 15        | 16          | 17         | 18         | 19         | 20         | 21          | 22          | 23         | 24         | Helyezés | Pont  |
| ---- | --------- | ---------- | ---------- | ---------- | ---------- | --------- | ---------- | ---------- | ---------- | ----------- | ---------- | --------- | ---------- | ---------- | ---------- | --------- | ----------- | ---------- | ---------- | ---------- | ---------- | ----------- | ----------- | ---------- | ---------- | -------- | ----- |
| 2018 | BWT Arden | BHR FEA    | BHR SPR    | AZE FEA    | AZE SPR    | ESP FEA   | ESP SPR    | MON FEA    | MON SPR    | FRA FEA     | FRA SPR    | AUT FEA   | AUT SPR    | GBR FEA    | GBR SPR    | HUN FEA   | HUN SPR     | BEL FEA    | BEL SPR    | ITA FEA    | ITA SPR    | RUS FEA     | RUS SPR     | UAE FEA 11 | UAE SPR Ki | 23.      | 0     |
| 2020 | DAMS      | AUT1 FEA 5 | AUT1 SPR 3 | AUT2 FEA 8 | AUT2 SPR 2 | HUN FEA 9 | HUN SPR Hn | GBR1 FEA 8 | GBR1 SPR 1 | GBR2 FEA 15 | GBR2 SPR 7 | ESP FEA 9 | ESP SPR 10 | BEL FEA 6  | BEL SPR 10 | ITA FEA 7 | ITA SPR Kiz | MUG FEA 17 | MUG SPR 17 | RUS FEA 10 | RUS SPR 8‡ | BHR1 FEA 9  | BHR1 SPR 12 | BHR2 FEA 8 | BHR2 SPR 3 | 11.      | 98,5  |
| 2021 | Carlin    | BHR SP1 8  | BHR SP2 Ki | BHR FEA 2  | MON SP1 6  | MON SP2 1 | MON FEA Ki | AZE SP1 2  | AZE SP2 6  | AZE FEA 8   | GBR SP1 8  | GBR SP2 3 | GBR FEA 2  | ITA SP1 Ki | ITA SP2 11 | ITA FEA 3 | RUS SP1 1   | RUS SP2 T  | RUS FEA 5  | KSA SP1 7  | KSA SP2 4  | KSA FEA 10‡ | UAE SP1 6   | UAE SP2 4  | UAE FEA 6  | 4.       | 159,5 |

† A versenyt nem fejezte be, de helyezését értékelték, mert a versenytáv több, mint 90%-át teljesítette.
‡ A versenyt félbeszakították, és mivel nem teljesítették a táv 75%-át, így csak a pontok felét kapta meg.

### Teljes Super Formula eredménylistája
(Táblázat értelmezése)

(Félkövér: pole-pozícióból indult; dőlt: leggyorsabb kört futott) 

| Év   | Csapat     | 1     | 2      | 3      | 4      | 5   | 6   | 7   | Helyezés | Pont |
| ---- | ---------- | ----- | ------ | ------ | ------ | --- | --- | --- | -------- | ---- |
| 2018 | Team Mugen | SUZ   | AUT    | SUG Ki | FUJ 11 | MOT | OKA | SUZ | 19.      | 0    |
| 2019 | Team Mugen | SUZ 8 | AUT Ki | SUG 15 | FUJ    | MOT | OKA | SUZ | 20.      | 1    |

### Teljes Formula–E eredménysorozata
(Táblázat értelmezése)

(Félkövér: pole-pozícióból indult; dőlt: leggyorsabb kört futott) 

| Év      | Csapat          | 1      | 2      | 3      | 4      | 5      | 6      | 7      | 8      | 9      | 10     | 11     | 12     | 13     | 14     | 15     | 16     | Helyezés | Pont |
| ------- | --------------- | ------ | ------ | ------ | ------ | ------ | ------ | ------ | ------ | ------ | ------ | ------ | ------ | ------ | ------ | ------ | ------ | -------- | ---- |
| 2021–22 | NIO 333 FE Team | DIR 18 | DIR 19 | MEX 18 | ROM 18 | ROM 10 | MON 12 | BER 19 | BER 20 | JAK 18 | MAR Ki | NYC 17 | NYC 12 | LON 17 | LON Ki | SEO Ki | SEO Ki | 21.      | 1    |
| 2022–23 | NIO 333 FE Team | MEX 17 | DRH 14 | DRH 10 | HAI Ki | FOK 6  | SAP 17 | BER Ki | BER 10 | MCO 6  | JAK 13 | JAK 11 | POR 13 | ROM 13 | ROM 9  | LON 7  | LON 9  | 17.      | 27   |
| 2023–24 | NIO 333 FE Team | MEX 18 | DIR 21 | DIR Ki | SAP 16 | TOK 18 | MIS 4  | MIS 14 | MCO 13 | BER 14 | BER 17 | SHA 20 | SHA 21 | ROM 17 | ROM 15 | LON 13 | LON 14 | 19.      | 12   |
| 2024–25 | CUPRA KIRO      | SAP 8  | MEX 16 | JED 18 | JED 9  | MIA 7  | MON 7  | MON 15 | TOK 5  | TOK 3  | SHA 4  | SHA 16 | JAK 1  | BER 9  | BER 14 | LON Ki | LON    | 8.*      | 82*  |

* A szezon jelenleg is zajlik.
† A versenyt nem fejezte be, de helyezését értékelték, mert a versenytáv több, mint 90%-át teljesítette.